# Предчувствие конца (фильм)
«Предчувствие конца» (англ. Sense of an Ending) — драматический фильм 2017 года режиссёра Ритеша Батры, снятый по одноимённому роману Джулиана Барнса .
Мировая премьера фильма состоялась на Международном кинофестивале в Палм-Спрингс 2 января 2017 года. Вышел в США 10 марта 2017 года.

## Сюжет
Когда пожилой человек (Джим Бродбент) получает по завещанию дневник от умершего друга, он внезапно возвращается в свои подростковые воспоминания о любовном треугольнике, включающем его первую возлюбленную (Фрея Мавор) и школьного приятеля (Джо Алвин), — который в конечном итоге разделит их троих и повлияет на всю его взрослую жизнь.

## В ролях
- Джим Бродбент — Энтони «Тони» Вебстер
  - Билли Хоул — Тони Вебстер в молодости
- Шарлотта Рэмплинг — Вероника Форд
  - Фрейя Мавор — Вероника Форд в молодости
- Джо Алвин — Адриан Финн
- Харриет Уолтер — Маргарет, бывшая жена Тони
- Эмили Мортимер — Сара Форд, мать Вероники
- Мишель Докери — Сьюзи Вебстер, дочь Тони
- Мэтью Гуд — мистер Джо Хант, учитель истории Тони
- Эдвард Холкрофт — Джек Форд, брат Вероники
- Джеймс Уилби — Дэвид Форд, отец Вероники
- Питер Уайт — Колин Симпсон

## Производство
8 февраля 2015 года было объявлено, что Ритеш Батра поставит для Origin Pictures и BBC Films, фильм по роману Джулиана Барнса «Предчувствие конца» по сценарию Ника Пейна. 11 мая 2015 года Джим Бродбент получил главную роль в фильме. 6 августа 2015 года был объявлен актёрский состав, в который вошли Шарлотта Рэмплинг, Харриет Уолтер, Эмили Мортимер, Мишель Докери, Билли Хоул, Фрейя Мавор и Джо Алвин. 8 сентября 2015 года CBS Films приобрела права на распространение фильма в США.

### Съёмки
Съемки фильма начались 8 сентября 2015 года в Лондоне и Бристоле, и продлились семь недель.

## Выпуск
Мировая премьера фильма состоялась на Международном кинофестивале в Палм-Спрингс 2 января 2017 года. Фильм был выпущен в США 10 марта 2017 года и в Великобритании 14 апреля 2017 года.

## Прием критиков

### Кассовые сборы
Фильм собрал 1,3 миллиона долларов в США и Канаде и 3,2 миллиона долларов в мировом прокате, на общую сумму 4,5 миллиона долларов.

### Отзывы критиков
Согласно агрегатору рецензий Rotten Tomatoes, фильм имеет рейтинг одобрения 76 % на основе 119 рецензий со средней оценкой 6,42 / 10. На Metacritic фильм получил 61 из 100 по мнению 24 критиков, что указывает на «в целом положительные отзывы».